# Mu'a (Tonga)
Pour les articles homonymes, voir Mu'a (Wallis).
Muʻa est une ville d'environ 5 000 habitants située dans l'est de l'île de Tongatapu, au Royaume des Tonga. Elle possède une grande importance historique, puisqu'elle fut autrefois la capitale de l'Empire Tu’i Tonga. On peut y voir une trentaine de tombes de rois de l'époque impériale, les langi.
Elle ne doit pas être confondue avec le district homonyme de Wallis-et-Futuna (COM française).

## Histoire
Il y a environ 2 000 ans, Muʻa fut un centre local pour la civilisation Lapita. À partir du XIIe siècle de notre ère, la ville fut la capitale de l'Empire Tu’i Tonga. Du XVIe au XIXe siècle, à la suite du déclin de l'empire, Muʻa demeura la capitale du royaume tongien. La capitale actuelle est Nuku'alofa, depuis 1845.